# Robert Guillin
Pour les articles homonymes, voir Guillin.
Robert Guillin, né le 14 février 1926 à Paris et mort le 25 novembre 2013 à Béziers, est un joueur français de basket-ball. Il évoluait au poste d'ailier.

## Palmarès
- 3e du championnat d'Europe 1951
- 3e du championnat d'Europe 1953